# 国际友谊博物馆
39°56′45″N 116°25′12″E / 39.94574799999999°N 116.419967°E
国际友谊博物馆原是中华人民共和国国家文物局直属的国家级博物馆，“专门收藏、保护、研究和展示新中国对外交往中党和国家领导人受赠的外交礼品”。2012年整体划归中国国家博物馆。

## 历史
1981年1月，经中共中央宣传部批准，国际友谊博物馆筹备处成立。1984年，该馆经国家机构编制委员会定编。1991年12月，国际友谊博物馆转为正式建制，成为国家文物局直属的国家级博物馆。
1982年9月，该馆首次面向社会提供展览服务。该馆曾以北京故宫文华殿为办公用地及文物库房。1989年至1992年，该馆先后迁到劳动人民文化宫、景山服装厂、柏林寺藏经楼办公，其中1992年9月迁入柏林寺藏经楼办公至今。1993年，该馆文物库房迁到柏林寺藏经楼。2002年10月，该馆文物库房迁至六铺炕，这是一座新建的现代化文物库房。 
2012年初，中共中央办公厅将党和国家领导人在外交活动中获赠的近万件国际礼品移交中国国家博物馆保管，国际友谊博物馆也被整体划归中国国家博物馆，国际友谊博物馆收藏的近2万件国际礼品移交中国国家博物馆收藏。
2006年11月10日，中国国家博物馆主办的《异国瑰宝传友谊——中国国家博物馆馆藏国际礼品》展览开始在中国国家博物馆4号展厅展出，展品为中国国家博物馆收藏的国际礼品。在国际友谊博物馆整体划归中国国家博物馆、中共中央办公厅移交国际礼品之后，2012年9月27日，《友好往来　历史见证——党和国家领导人外交活动受赠礼品展》在中国国家博物馆开幕，成为中国国家博物馆的常设展览之一。

## 展览
该馆成立后，由于长期没有展览厅，故展览多用其他博物馆、展览馆的展厅，或举办流动展览。 
1983年起，该馆先后在故宫博物院钟粹宫和景阳宫、北海公园天王殿、端门东朝房等地举办展览。其中1984年9月开展的《国际友谊珍品展览》为中华人民共和国成立35周年献礼项目。1985年起，该馆开始到北京以外的中国各地举办巡回展览。 1990年9月，该馆的基本陈列《国际珍贵礼品展览》作为第十一届亚运会重点文化项目之一，在中国革命博物馆对外开放，于1992年12月撤展。 
1997年12月，该馆的基本陈列《国际珍贵礼品展览》在中国革命博物馆开展，1999年12月撤展。 
2001年12月，为了纪念该馆建馆20周年，该馆在北京中华世纪坛举办了《我们的朋友遍天下——新中国外交礼品精华展》。2002年4月，该馆为纪念香港回归五周年，将该展览带往香港展出。 2004年8月，为纪念邓小平诞辰100周年，该馆在北京举办《邓小平外交礼品展》。